# Parafia Matki Bożej Gietrzwałdzkiej w Kociołku Szlacheckim
Parafia Matki Bożej Gietrzwałdzkiej w Kociołku Szlacheckim – parafia rzymskokatolicka znajdująca się w dekanacie Orzysz w diecezji ełckiej. 

## Historia
Parafia została erygowana w 1987 roku przez biskupa warmińskiego Edmunda Piszcza. 26 marca 1992 weszła w skład nowo utworzonej diecezji ełckiej. Do 30 września 2020 przynależała do dekanatu Pisz.

## Kościół parafialny
Ceglany, neogotycki kościół z początku XX wieku. Z niemieckiej tablicy kościoła dowiadujemy się, że za panowania cesarza Wilhelma II i pod protektoratem cesarzowej Augusty Wiktorii wybudowano kościół jako dowód wdzięczności i upamiętnienia jubileuszu dwustulecia królestwa pruskiego z pomocą dobrowolnych składek ze wszystkich rejonów całej prowincji. Do 1978 roku był to kościół wyznania ewangelickiego – wykupiony od ewangelików przez diecezję warmińską, w latach 1978–1987 gruntownie remontowany, od 1987 kościół parafialny. 

## Proboszczowie
Źródło:
- ks. Bernard Antonowicz (1987–1998)
- ks. Jan Nadolny (1987–2005)
- ks. Jan Chrapowicki (2005–2021)[3]
- ks. Tomasz Masłowski (od 2021)[3]